# Колледимачине
Колледимачине (итал. Colledimacine) — коммуна в Италии, располагается в регионе Абруццо, в провинции Кьети.
Население составляет 277 человек (2008 г.), плотность населения составляет 25 чел./км². Занимает площадь 11 км². Почтовый индекс — 66010. Телефонный код — 0872.
Покровителем города почитается святой Мариан, празднование 11 августа.

## Демография
Динамика населения:

## Администрация коммуны
- Официальный сайт: